# Campiglossa kangdingensis
Campiglossa kangdingensis är en tvåvingeart som beskrevs av Wang 1996. Campiglossa kangdingensis ingår i släktet Campiglossa och familjen borrflugor. Inga underarter finns listade.